# Šesté dítě
Šesté dítě (v originále Le Sixième Enfant) je francouzský hraný film z roku 2022, který režíroval Léopold Legrand. Jedná se o adaptaci románu Pleurer des rivières od Alaina Jasparda. Snímek měl světovou premiéru na festivalu frankofonních filmů v Angoulême dne 24. srpna 2022.

## Děj
Franck a Meriem jsou Romové, mají pět dětí a žijí v karavanu. Franck pracuje jako obchodník na vrakovišti s kovovým šrotem a oba jen taktak uživí svou rodinu. Anna a Julien jsou právníci a nemohou mít děti. Jedné noci Franck pomáhá známému, aniž by věděl, že se snaží prodat kradený kovový šrot. Při dopravní nehodě přijde Franck o dodávku, která je jeho pracovním nástrojem, je obviněn z krádeže a hrozí mu vězení.
Julien ho u soudu úspěšně obhajuje, takže Franck dostane jen podmíněný trest.
Krátce nato přijde Franck navštívit Juliena v jeho kanceláři. Vysvětlí mu, že Meriem je ve druhém měsíci těhotenství, že jejich náboženské přesvědčení jim zakazuje potrat, ale že si nemohou dovolit mít další dítě. Franck má dluhy a potřebuje si koupit dodávku. On a jeho žena věří, že Julien a Anna by byli dobrými rodiči a že by jim právníci na oplátku mohli finančně pomoci dostat se z jejich obtížné situace. Julien odmítne a Franckovi vysvětlí, že takové jednání je zcela nezákonné a bylo by klasifikováno jako obchodování s lidmi. Ještě ten samý večer to všechno řekne Anně.
Julien a Anna pak přijedou navštívit Francka a Meriem, aby jim nabídli právní řešení, a to jednoduchou adopci. Ale rodinné pouto mezi dítětem a cikánským párem by zůstalo zachováno, což Meriem nechce, protože by to její okolí nepřijalo. Měla v plánu říct, že dítě zemřelo při porodu. Později se Anna za nimi vrací, aniž by o tom Julien věděl, protože ji jejich žádost zaujala. Dá Franckovi první obálku s 10 000 eury.
Julien je zdrcen, když se to dozví. Obzvláště se bojí právních důsledků, ale Anna se domnívá, že toto riziko neexistuje. Meriem přebírá Anninu identitu pro své lékařské prohlídky související s sledováním těhotenství. Anna doprovází Meriem na ultrazvuk. Těhotenství probíhá dobře, ale během porodu si lékaři uvědomí, že Meriem není prvorodička, jak tvrdila, protože má jizvu po epiziotomii z předchozího porodu. Proto oba páry udají a Anna, Franck a Meriem jsou zatčeni. Anna se rozhodne převzít veškerou odpovědnost na sebe, aby se Franck a Meriem mohli věnovat svým dětem.

## Obsazení
| Sara Giraudeau       | Anna         |
| Benjamin Lavernhe    | Julien       |
| Judith Chemla        | Meriem       |
| Damien Bonnard       | Franck       |
| Marie-Christine Orry | matka Meriem |
| Olivier Rabourdin    | Martin       |
| Naidra Ayadi         | soudce       |

## Ocenění
- Festival frankofonních filmů v Angoulême: nejlepší scénář (Léopold Legrand a Catherine Paillé), nejlepší herečka (Sara Giraudeau a Judith Chemla), cena publika, nejlepší filmová hudba (Louis Sclavis)
- César: nominace v kategoriích nejlepší filmový debut (Léopold Legrand) a nejlepší herečka ve vedlejší roli (Judith Chemla)